# Гіполіпідемічні засоби
Гіполіпідемі́чні за́соби (ATC код C10) (протигіперліпідемічні, протиатеросклеротичні) — засоби, що запобігають розвитку або сприяють регресії атероматозного процесу.
В основі розвитку атеросклерозу — порушення ліпідного обміну, головним чином холестерину. Ліпіди у плазмі крові утворюють комплекси з протеїнами — ліпопротеїди, що здатні проникати у внутрішню оболонку стінки артерій.

## Види ліпопротеїдів
1. хіломікрони, які транспортують тригліцериди їжі до місць їх утилізації
2. ліпопротеїди дуже низької щільності (ЛПДНЩ, або пре-Р-ліпопротеїди), що містять переважно ендогенні тригліцериди
3. ліпопротеїди проміжної щільності (ЛППЩ), що містять тригліцериди і холестерин приблизно порівну
4. ліпопротеїди низької щільності (ЛПНЩ, або Р-ліпопротеїди), що містять значну кількість холестерину
5. ліпопротеїди високої щільності (ЛПВЩ або а-ліпопротеїди), що містять більше протеїну (близько 50 %) і менше фосфоліпідів (близько 30 %)

Щільність ліпопротеїдів залежить від ліпідного компонента. Чим більший вміст ліпідів у ліпопротеїдах, тим менша їхня щільність.

## Класифікація гіполіпідемічних засобів
| Група                      | Назва препаратів                                                                                          |
| -------------------------- | --- |
| Статини                    | Ловастатин, симвастатин, флувастатин, правастатин, аторвастатин, церивастатин, розувастатин, пітавастатин |
| Секвестанти жовчних кислот | Холестирамін, колестипол, хьюарова смола                                                                  |
| Фібрати                    | Гемфіброзил, фенофібрат, ципрофібрат, етофібрат                                                           |
| Антиоксиданти              | Прямої дії: Токоферол, рутин, аскорбінова кислота                                                         |
|                            | Непрямої дії: Метіонін, ліпоєва кислота, глутамінова кислота                                              |
| Ангіопротектори            | Пірікарбат, гепарин, тиклопідин                                                                           |
| Інгібітори PCSK9           | Алірокумаб, еволокумаб, інклісіран                                                                        |
| Інгібітори NPC1L1          | Езетиміб                                                                                                  |
| Інші                       | Пробукол, полікозанол                                                                                     |

### C10AA інгібітори метилглютарил-СоА редуктази («статини»)
C10AA01 Симвастатин: C10AA02 Ловастатин: C10AA03 Правастатин: C10AA04 Флувастатин: C10AA05 Аторвастатин: C10AA06 Церивастатин: C10AA07 Розувастатин: C10AA08 Пітавастатин
Статини — група лікарських препаратів, що призначені для зниження концентрації холестерину (ЛПНЩ, ЛПСП, ЛПВЩ) в крові людини. Перший у світі статін створений американською компанією Merck Sharp and Dohme.
Після тріумфального старту перших статинів були отримані дані про деякі важливі побічні ефекти і протипоказання. Основними побічними ефектами є безсимптомне підвищення рівня трансаміназ , міопатія, болі в животі, запори .
Перше покоління статинів (ловастатин, симвастатин, правастатин) змінилося другим (флувастатін), третім (аторвастатин, церивастатин) і четвертим (пітавастатін , розувастатин), і сьогодні підхід до їх застосування став набагато виваженішим. Тепер[коли?] поділ статинів по поколінням вважається безпідставним, оскільки не було показано істотне розходження в їх ефективності.
Деякі дослідники вважають, що застосування статинів не вирішує повністю проблеми попередження ускладнень ішемічної хвороби серця та її еквівалентів. Настає момент, коли можливості статинів стають вичерпаними, і подальше вдосконалення препаратів, збільшення їх активності не призведе до істотного поліпшення клінічних результатів. У країнах благополучної Західної Європи 70 % пацієнтів отримують статини для зниження рівня холестерину, проте цільові значення досягаються лише у 53 % випадків.
Клінічна ефективність статинів вважається доведеною для осіб середнього віку.
Лікарські препарати, які не рекомендовано комбінувати зі статинами через ризик розвитку міозитів і рабдоміолізу:
- фібрати (ризик рабдоміолізу і гепатотоксичності, можливо поєднання з флуваставтином)
- нікотинова кислота та її похідні (ризик гепатотоксичності)
- макролідні антибіотики (еритроміцин, кларитроміцин)
- циклоспорин
- азольні протигрибкові засоби
- верапаміл
- аміодарон
- інгібітори протеаз ВІЛ.

Пацієнти, для яких збільшується ризик розвитку міозитів і рабдоміолізу при застосуванні статинів:
- літні хворі з поєднаною патологією (цукровий діабет та хронічна ниркова недостатність)
- пацієни, яким рекомендовано хірургічні втручання (необхідна відміна статинів)
- пацієнти, що отримують недостатнє харчування
- пацієнти із печінковою недостатністью
- Хворі поліпрагмазією
- люди, що надмірно вживають алкоголь
- люди, що вживають грейпфрутовий сік

У цих випадках хворі повинні знаходиться під ретельнішим наглядом лікаря з контролем ферментів.
Фармакокінетичні дослідження показали, що хворі, що належать до монголоїдної раси, більш чутливі до дії статинів, тому для лікування таких пацієнтів слід використовувати менші дозування (<40 мг на добу)

### C10AB Фібрати
C10AB01 Клофібрат: C10AB02 Безафібрат: C10AB03 Алюмінію клофібрат: C10AB04 Гемфіброзил: C10AB05 Фенофібрат: C10AB06 Сімфібрат: C10AB07 Роніфібрат: C10AB08 Ципрофібрат: C10AB09 Етофібрат: C10AB10 Клофібрід
Деривати фіброевой кислоти — Клофібрат, Безафібрат, Фенофібрат, Ципрофібрат та ін володіють вищою здатністю знижувати концентрацію тригліцеридів і ЛПНЩ, щодо тригліцеридів вони ефективніше статинів.
Серед переваг фенофібрату його урікозурічна дія — він знижує рівень сечової кислоти на 10 — 28 % за рахунок посилення ниркової екскреції уратів.
Фібрати послаблюють постпрандіальну гіперліпідемію, особливо у хворих на цукровий діабет 2 типу.
При застосуванні фібратів необхідний УЗ контроль за станом жовчного міхура (збільшують літогенність жовчі).

### C10AC Речовини, що підсилюють ексекрецію жовчних кислот
C10AC01 Холестирамін: C10AC02 Холестипол: C10AC03 Колекстран: C10AC04 Колесевелам

### C10AD Ніацин і його похідні
C10AD01 Ніцерітрол: C10AD02 Ніацин (нікотинова кислота): C10AD03 Нікофураноза: C10AD04 Алюмінію нікотинат: C10AD05 Нікотініловий спирт (pyridylcarbinol): C10AD06 Ацимопокс
Лікарські препарати, які не рекомендовано застосовувати з препаратами нікотинової кислоти через ризик розвитку побічних ефектів:
- статини (ризик гепатотоксичності)
- фібрати (ризик гепатотоксичності і рабдоміолізу)

Необхідний контроль аланін-амінотрансферази (АлАТ), аспартатамінотрансферази (АсАТ), гамма-глутамілтранспептидази (ГГТ).
У хворих з цукровим діабетом і подагрою можливе загострення основного захворювання, для даної категорії хворих необхідно уникати призначення будь-яких форм нікотинової кислоти.

### C10AX Інші гіполіпідемічні препарати
C10AX01 Декстротіроксін: C10AX02 Пробукол: C10AX03 Тіаденол: C10AX04 Бенфлуорекс: C10AX05 Меглутол: C10AX06 Омега-3 ненасичені жирні кислоти: C10AX07 Магнію піридоксаль 5-фосфат глутамат: C10AX08 Полікозанол: C10AX09 Езетіміб
У ході численних клінічних досліджень із застосуванням полікозанолу і статинів були отримані дані, які свідчать про те, що ефективність полікозанолу і статинів для зниження ЛПНЩ приблизно однакова, при цьому полікозанол значно ефективніше препаратів з групи статинів підвищує ЛПВЩ . На відміну від статинів, полікозанол не має побічних ефектів на інші органи і системи організму.Також доведено, що полікозанол сприяє зниженню до норми рівня аланін-амінотрансферази (АлАТ) і гамма-глутамілтранспептидази (ГГТ)